# Кубок світу з біатлону 2020—2021 — етап 1
Перший етап Кубка світу з біатлону 2020—21 відбувався в Контіолагті, Фінляндія, з 28 по 29 листопада 2020 року. До програми етапу було включено 4 гонки: індивідуальні та спринтерські гонки серед чоловіків і жінок.

## Переможці та призери

### Чоловіки
| Гонка:                    | Золото:                       | Час               | Срібло:                      | Час               | Бронза:                  | Час               |
| Індивідуальна гонка 20 км | Стурла Гольм Легрейд Норвегія | 48:57.0 (0+0+0+0) | Йоганнес Тінгнес Бо Норвегія | 49:16.6 (1+0+0+0) | Ерік Лессер Німеччина    | 50:00.6 (0+1+0+0) |
| Спринт 10 км              | Йоганнес Тінгнес Бо Норвегія  | 23:53.0 (0+0)     | Себастьян Самуельссон Швеція | 24:37.1 (1+0)     | Мартін Понсілуома Швеція | 24:40.9 (1+0)     |

### Жінки
| Гонка:                    | Золото:              | Час               | Срібло:                         | Час               | Бронза:                             | Час               |
| Індивідуальна гонка 15 км | Доротея Вірер Італія | 44:00.9 (0+0+0+0) | Деніз Геррманн Німеччина        | 44:01.7 (1+0+0+0) | Юганна Скоттгейм Швеція             | 44:25.0 (0+0+0+0) |
| Спринт 7,5 км             | Ганна Еберг Швеція   | 21:01.4 (0+0)     | Марте Ольсбу-Рейселанн Норвегія | 21:25.3 (0+0)     | Кароліне-Оффігстад Кноттен Норвегія | 21:39.2 (0+0)     |